# Шевченка (Запорізький район)
Шевче́нка — село в Україні, у Петро-Михайлівській сільській громаді Запорізького району Запорізької області. До 2020 року орган місцевого самоврядування — Тернівська сільська рада. Населення станом на 1 січня 2007 року — 103 осіб.

## Географія
Село Шевченко розташоване Село розташоване за 50 км від обласного центру та за 25 км від рміста Вільнянська, на лівому березі річки Плоска Осокорівка, яка через 4 км впадає в річку Дніпро, нижче за течією на відстані 3,5 км розташоване село Тернівка, на протилежному березі — село Воронове (Синельниківський район). Найближча залізнична станція — Славгород-Південний Придніпровської залізниці (за 17 км). Площа села — 40 га та налічує 43 домогосподарств.

## Історія
Село утворилась наприкінці 1920-х років як хутір Малий Поділ, пізніше одержало назву на честь видатного поета Тараса Шевченка.
У 1917 році село перебувало у складі Української Народної Республіки.
Внаслідок поразки Перших визвольних змагань село було тривалий час окуповане більшовицькими загарбниками.
У 1932—1933 селяни пережили сталінський геноцид.
23 вересня 1943 року село звільнено від німецько-фашистських окупантів.
З 24 серпня 1991 року село входить до складу незалежної України.
12 червня 2020 року відповідно до розпорядження Кабінету Міністрів України № 713-р «Про визначення адміністративних центрів та затвердження територій територіальних громад Запорізької області» Тернівська сільська рада об'єднана з Петро-Михайлівською сільською громадою.
17 липня 2020 року, в результаті адміністративно-територіальної реформи та ліквідації Вільнянського району, село увійшло до складу Запорізького району.